# Ringpropeller

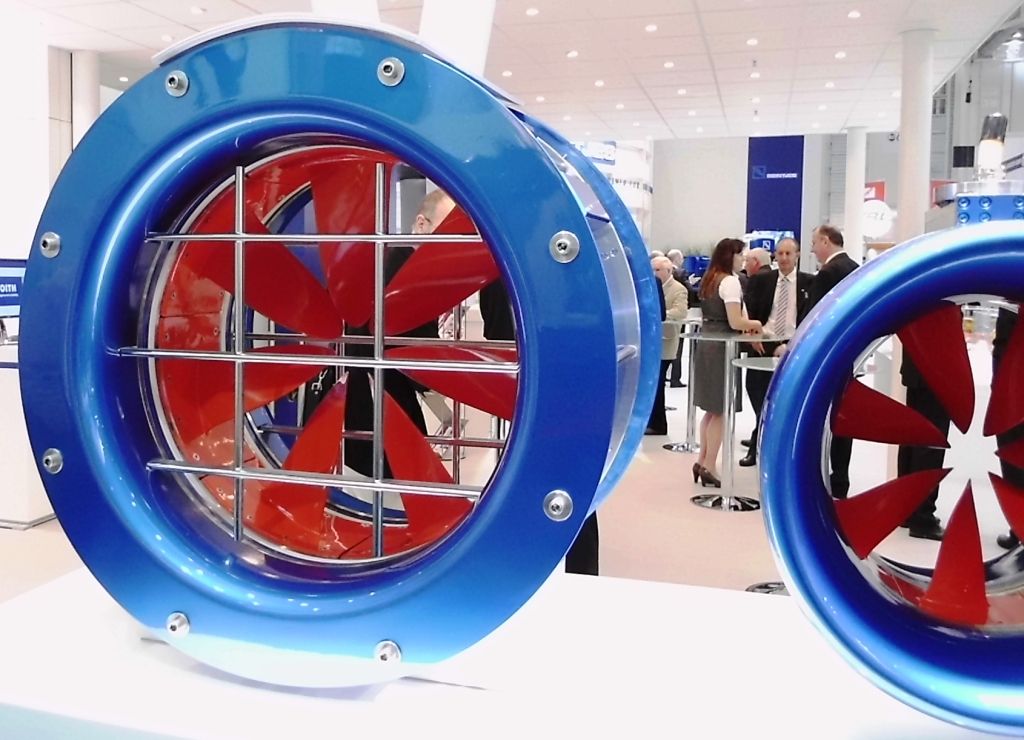
Ringpropeller von Voith auf der SMM 2010 in Hamburg

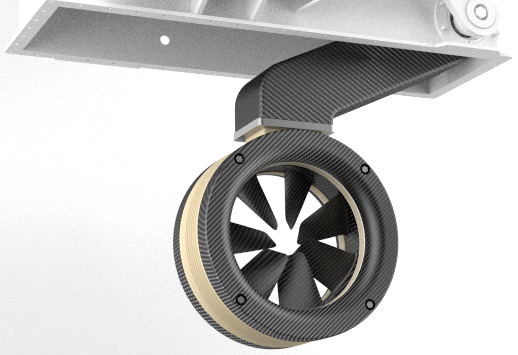
Ein Ringpropeller mit Ausschwenkeinheit (silentdynamics GmbH)

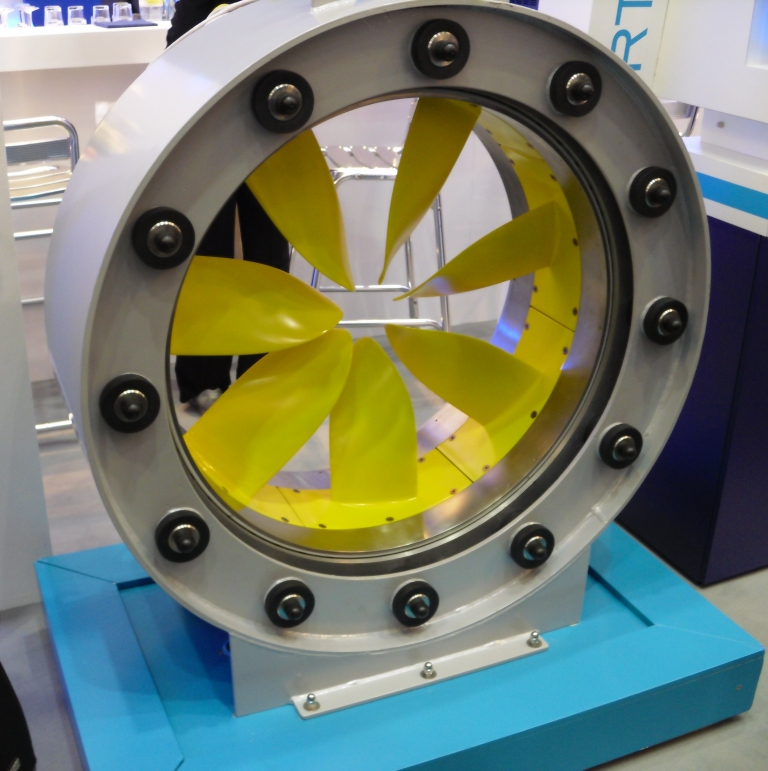
Ringpropeller, 2010 auf der SMM präsentiert

Der Ringpropeller ist ein neuer, international als Rim Thruster oder Inline Thruster bezeichneter Propellertyp, der auf der Shipbuilding, Machinery & Marine Technology 2010 von den Unternehmen Voith beziehungsweise Van der Velden als Neuheit vorgestellt wurde.

## Prinzip
Der Ringpropeller ist ein Propeller, der im Gegensatz zu den bisherigen Propellern ohne Nabe auskommt. Herkömmliche Propeller werden über eine Propellerwelle von Turbinen, Dieselmotoren oder Elektromotoren angetrieben. Eine neuere Entwicklung stellt der Pod dar, hier befindet sich der Motor mit dem Propeller in einem geschlossenen Gehäuse unter Wasser. Beim Ringpropeller, auch als Inline Thruster oder Inline Propulsor bezeichnet, sind die einzelnen Propellerflügel an einem Außenring befestigt, dieser Außenring ist als Rotor eines Elektromotors ausgebildet und sorgt für das notwendige Drehmoment. Ähnlich wie der Pod kann der Ringpropeller feststehend oder drehbar ausgeführt werden.

## Vor- und Nachteile
Großer Vorteil dieses Prinzips ist die kompakte Bauweise, die in vielen Anwendungen eine relativ einfache Integration ermöglicht. Weiterhin ist keine Welle und kein Getriebe erforderlich, da der Propeller direkt durch das elektromagnetische Feld angetrieben wird. Die Abdichtung von bewegten Teilen kann ebenfalls entfallen, weil Rotor und Stator für sich vollständig versiegelt werden können.
Insgesamt zeichnet sich dieser Antriebstyp durch ein sehr geringes Geräuschniveau aus, weil kein Spalt zwischen Flügelspitze und Tunnel sowie kein Getriebe existiert.
Nachteilig ist ein vergleichsweise geringerer Wirkungsgrad wegen der Reibungsverluste in der Rotorlagerung und im Spalt zwischen Rotor und Stator.

## Anwendung
Diese besondere Konstruktion kann wie ein herkömmlicher Propeller zum Schiffsantrieb, als Querstrahlsteueranlage oder als Pod angewendet werden und steht derzeit mit Leistungen bis 1500 kW zur Verfügung. Eine derartige Anlage wurde von Voith Turbo für ein Hubschiff mit 131 Meter Länge und 39 Meter Breite zur Errichtung von Windkraftanlagen projektiert. Der Propellerinnendurchmesser beträgt 2,3 Meter. Wegen seiner geringen Lautstärke im Betrieb will China den Ringpropeller als Antrieb für Angriffs-U-Boote einsetzen.